# Barceloneta (Puerto Rico)
Barceloneta är en stad och kommun i norra delen av Puerto Rico. Den gränsar i norr till Atlanten och Florida, i väster Arecibo och i öster till Manatí. Barceloneta sträcker sig över tre barrios och Barceloneta Pueblo (centrum och stadens administrativa centrum). Det är en del av San Juan-Caguas-Guaynabo Metropolitan Statistical Area.

## Etymologi
Namnet på Barceloneta ("Lilla Barcelona") kommer från den spanska staden, varifrån stadens grundare kom.

## Historik
Barceloneta grundades den 1 juli 1881 av Don Bonocio Llenza Feliú, en immigrant från Barcelona, Spanien. Barceloneta var en av de sista kommunerna som skapades av den spanska regeringen i Puerto Rico.
Ungefär ett decennium efter grundandet hade staden en betydande ekonomisk utveckling ledd av jordbruk och industri. År 1894 fanns det tre sockerrörsodlingar, 93 sockerbruk och produktion av andra frukter.
På grund av sitt läge bredvid Río Grande de Manatí var Barceloneta under många år känt för sin hamnverksamhet, för frakt av socker och salt, såväl som passagerare till New York City och Barcelona.

## Geografi
Kommunen Barceloneta ligger i regionen Norra Karst i Puerto Rico, vid kanten av Atlanten. Den gränsar till kommunerna Arecibo, Florida och Manatí. Kommunen har en yta på 94,24 km2 och befolkningen uppgår till 22 757 invånare (2020).

## Barrios
Liksom alla kommuner i Puerto Rico är Barceloneta uppdelat i barrios. De kommunala byggnaderna, det centrala torget och den stora katolska kyrkan ligger i en liten barrio som kallas "el pueblo", nära kommunens centrum.
1. Barceloneta barrio-pueblo
2. Florida Afuera
3. Garrochales
4. Palmas Altas

## Ekonomi
I Barceloneta ligger ett stort läkemedelskomplex omfattande 14 industrier. Det är känt att dessa företag har valt Barceloneta för sina anläggningar tack vare områdets underjordiska vattenreservoarer. Vattnet i Barceloneta kräver mycket lite behandling för användning vid tillverkning av farmaceutiska produkter.
Barceloneta ligger i anslutning till motorleden PR-22, vilket gjort staden tillgänglig för shopping och konsumtion. Ökad sysselsättning har möjliggjort en befolkningsökning i Barceloneta och dess omgivande kommuner.